# Soldadura blanda

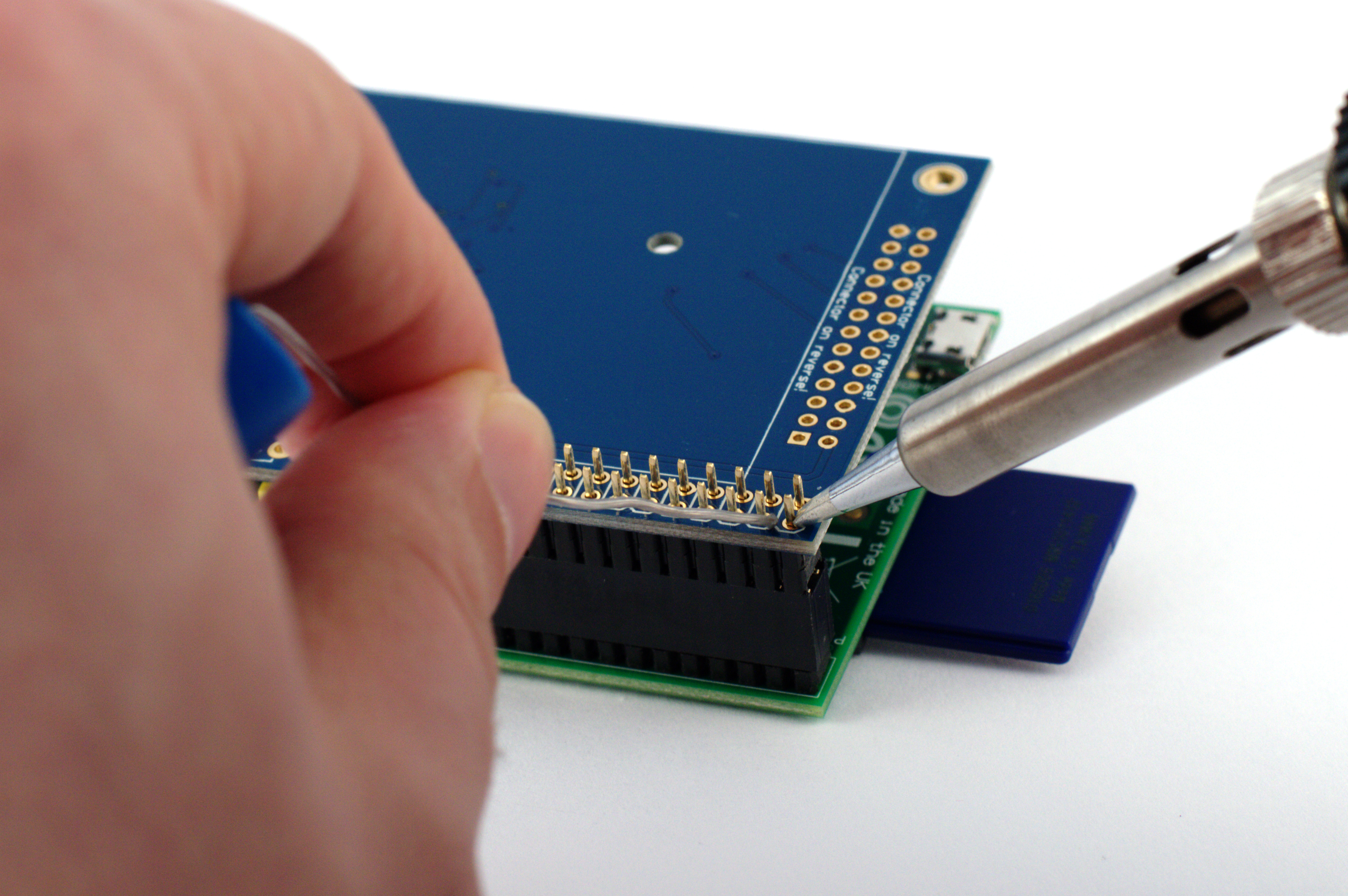
Soldadura de un cable con estaño

La soldadura blanda se distingue de la soldadura dura por la temperatura de fusión del material de aporte. La soldadura blanda utiliza aportaciones con punto de fusión por debajo de los 450 °C y la soldadura fuerte por encima de los 450 °C. La soldadura blanda es un tipo de proceso de soldadura a través del cual se consigue la unión de dos piezas metálicas del mismo material, o de material diferente, mediante calor y un material de aportación adicional que se funde a temperaturas inferiores a 426,6 °C (800 °F).

## Orígenes

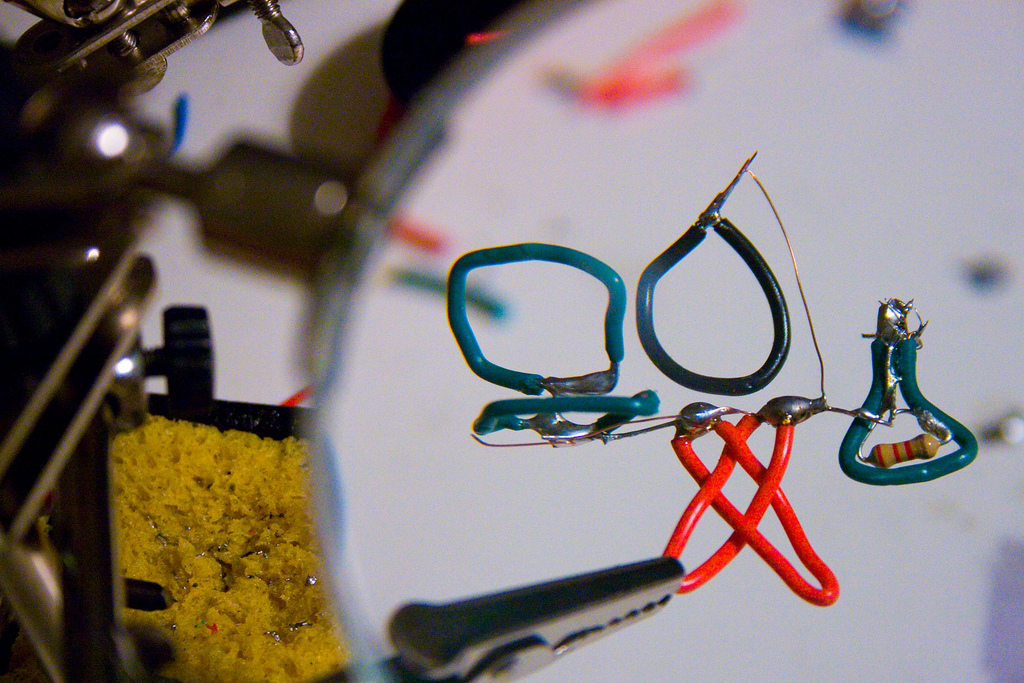
Pequeña estatuilla creada por soldadura

Hay evidencia de que la soldadura se empleó hace 5 000 años en Mesopotamia. Se cree que la soldadura blanda y la soldadura fuerte se originaron muy temprano en la historia de la metalurgia, probablemente antes del 4000 a. C. Las espadas sumerias de 3000 a. C. se ensamblaron mediante soldadura dura.
Históricamente, la soldadura se usó para fabricar joyas, utensilios y herramientas de cocina, ensamblar vidrieras, así como otros usos.

## Aplicaciones
La soldadura blanda tiene gran cantidad de aplicaciones, desde la fabricación de juguetes hasta de motores de aviones y vehículos espaciales. En general se utiliza para la unión de piezas de pequeño tamaño, piezas de diferentes materiales, donde sería muy difícil utilizar un proceso de soldadura por fusión. La soldadura blanda se suele utilizar en componentes electrónicos, como circuitos impresos o transistores, piezas ornamentales y piezas de intercambiadores de calor.
Los componentes de joyería, las máquinas herramienta y algunos componentes de refrigeración y plomería a menudo se ensamblan y reparan mediante el proceso de soldadura de plata a mayor temperatura. Las piezas mecánicas pequeñas a menudo también se sueldan. La soldadura también se utiliza para unir plomo y los vitrales.
La soldadura electrónica conecta el cableado eléctrico a los dispositivos, y los componentes electrónicos a las placas de circuito impreso. Las conexiones electrónicas pueden soldarse a mano con un soldador. Los métodos automatizados como la soldadura por ola o el uso de hornos pueden hacer muchas uniones en una placa de circuito compleja en una sola operación, lo que reduce enormemente el costo de producción de los dispositivos electrónicos.
Los instrumentos musicales, especialmente los instrumentos de viento de madera y metal, utilizan una combinación de soldadura blanda y fuerte en su montaje. Los cuerpos de latón a menudo se sueldan entre sí, mientras que las llaves se sueldan con mayor frecuencia.

## Soldabilidad
La soldabilidad de un sustrato es una medida de la facilidad con la que se puede realizar una unión soldada a ese material.
Algunos metales son más fáciles de soldar que otros. Cobre, zinc, latón, plata y oro son fáciles. El hierro, el acero dulce y el níquel son los siguientes en dificultad. Debido a sus películas de óxido delgadas y fuertes, el acero inoxidable y algunas aleaciones de aluminio son aún más difíciles de soldar. Titanio, magnesio, hierro fundido, algunos aceros, cerámicas y grafito se pueden soldar, pero implica un proceso similar a la unión de carburos: primero se recubren con un elemento metálico adecuado que induce la unión interfacial.

## Medios necesarios

### Dispositivo de soldadura

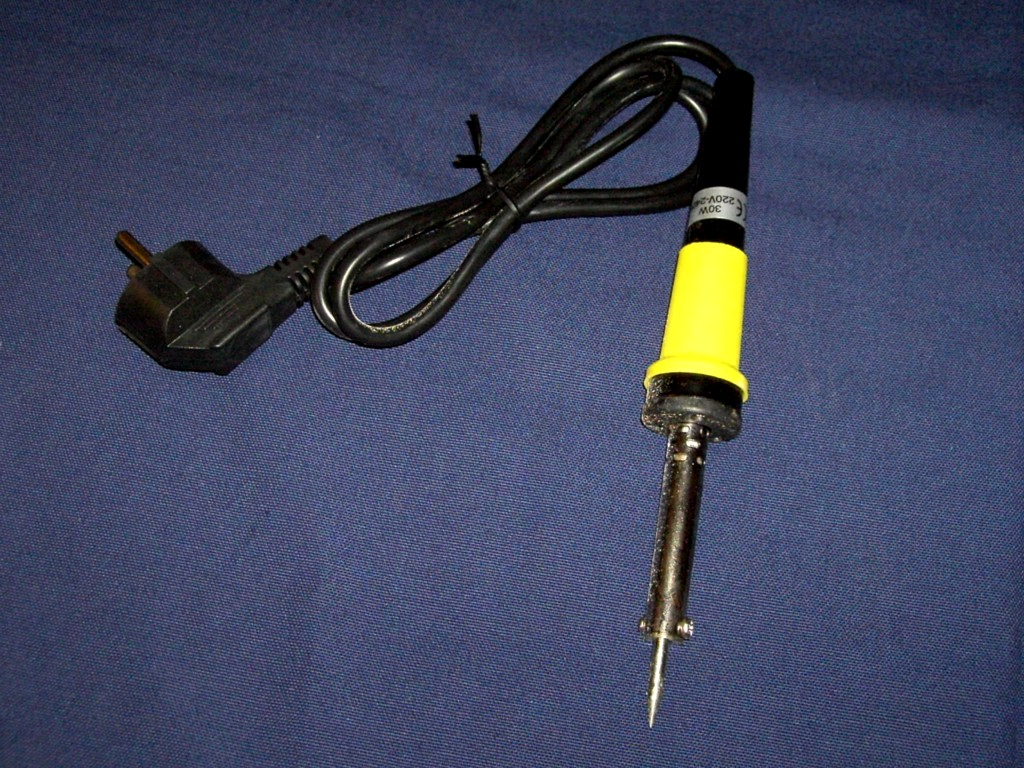
Soldador eléctrico.

Son los elementos encargados de proporcionar el calor necesario para alcanzar la temperatura de fusión del material de aportación para realizar la soldadura entre los dos materiales. Los dispositivos de soldadura más comunes son los denominados soldadores de estaño, se especifican según su potencia en vatios dependiendo del tipo de trabajo. Asimismo, la forma y tamaño de la punta también dependerá del trabajo a realizar. Los tipos más comunes de soldadores son: soldador de lápiz (cautín), soldador industrial, pistola de soldar y soldador de gas (soplete).

### Fundente o pasta limpiadora

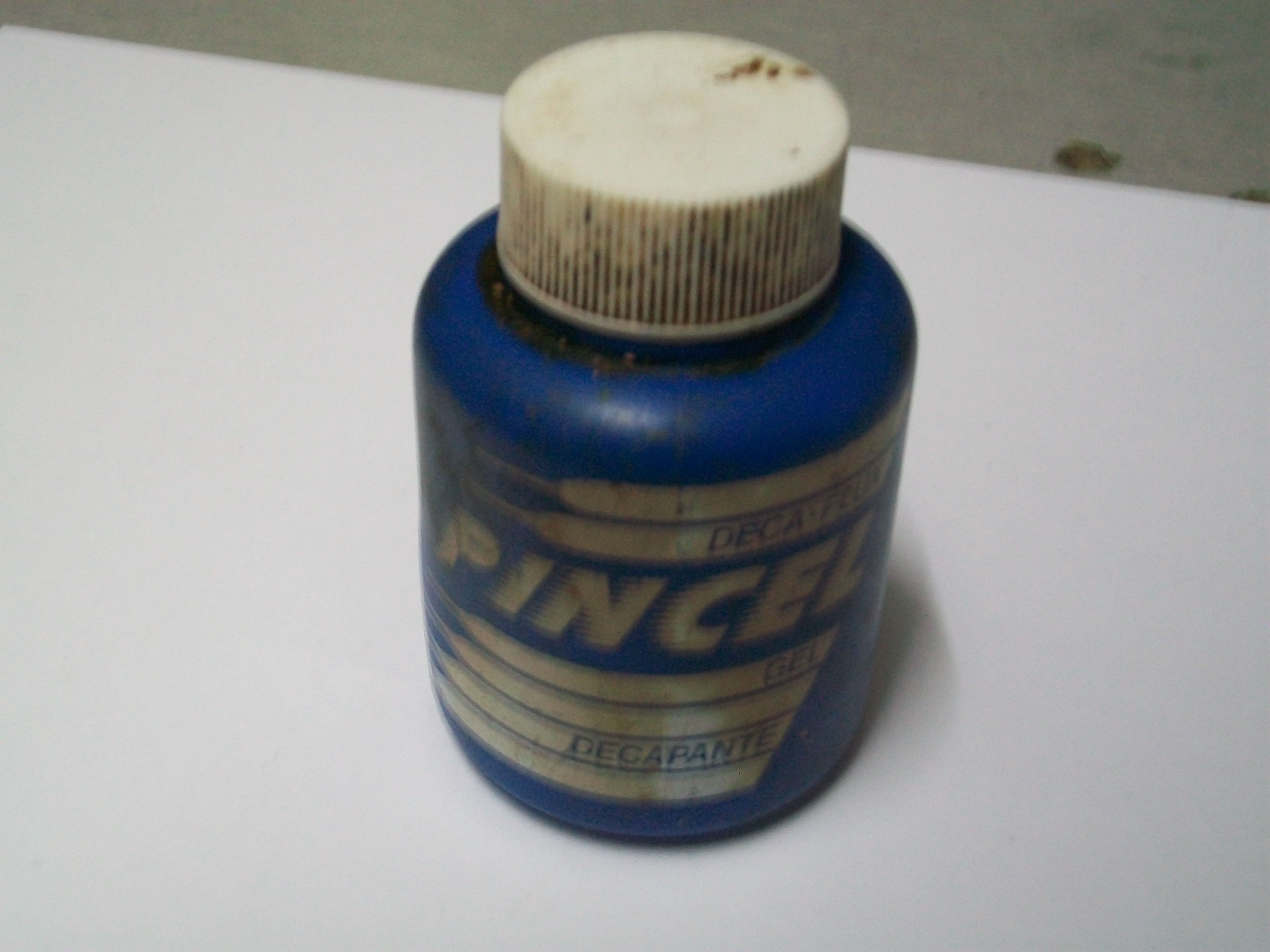
pasta limpiadora.

El fundente juega un papel primordial para realizar la soldadura blanda, donde sus principales funciones son:[cita requerida]
- Aislar del contacto del aire.
- Disolver y eliminar los óxidos que pueden formarse.
- Favorecer a la humidificación del material base por el metal de aportación fundido, consiguiendo que el metal de aportación pueda fluir y se distribuya en la unión.

Los fundentes son mezclas de muchos componentes químicos. Entre los que se pueden citar están los boratos, fluoruros, bórax, ácido bórico y los agentes mojantes.
Se suelen suministrar en forma de polvo, pasta o líquido. El fundente en polvo puede aplicarse en seco, o disolverse en agua o alcohol con lo que se mejora su adherencia. El tipo de fundente más conocido es el fundente en pasta; el fundente líquido es el menos utilizado.
El fundente debe aplicarse después de la limpieza de las piezas mediante brocha, espolvoreando en el caso de polvo, o disolviéndolo con agua o alcohol con lo que mejora su adherencia.
El fundente indica cuándo el material base ha alcanzado la temperatura de soldadura y se debe aplicar el material de aportación, en muchos casos el fundente, cuando se funde, se vuelve transparente, indicando que ha llegado el momento de aplicar el metal de aportación.
Una vez realizado el proceso de soldado, los residuos deben limpiarse para evitar la corrosión. Tras retirarlo es necesario aplicar un tratamiento de decapado, para eliminar los óxidos que se hayan podido formar durante la soldadura en las zonas no protegidas por el fundente.
Cuando se utiliza poca cantidad de fundente, o se han sobrecalentado las piezas, el fundente queda sobresaturado con óxidos, volviéndose generalmente de color verde o negro, siendo difícil retirarlo, para este caso será necesario sumergir la pieza en un ácido que actuará como decapante.

### Metal de aportación

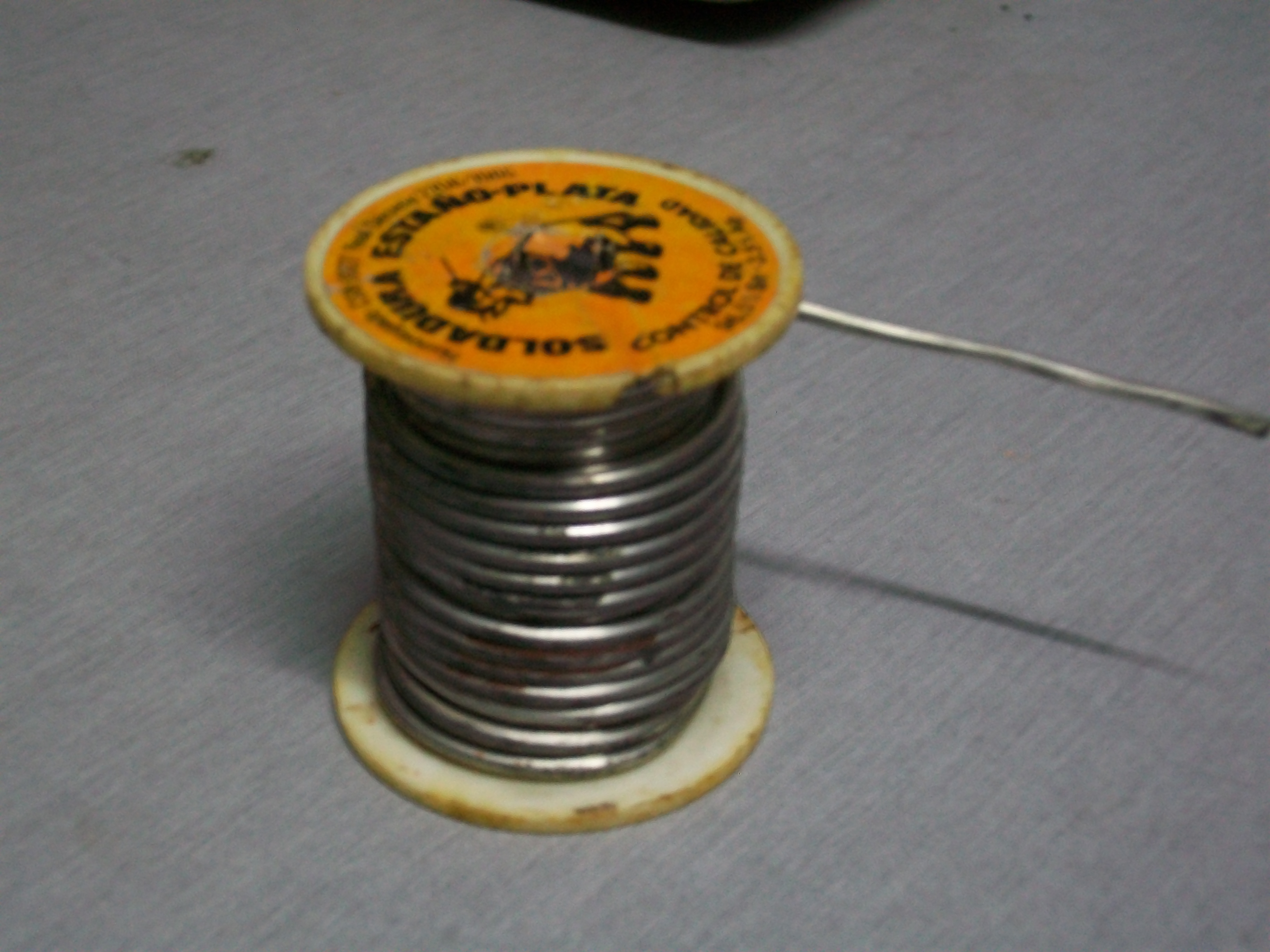
Carrete de estaño-plata.

Es el metal que se añade cuando se realiza la soldadura. Las características que debe cumplir el metal de aportación son:[cita requerida]
- Capacidad de mojar al metal base.
- Apropiada temperatura de fusión y buena fluidez para permitir su distribución, por atracción capilar en las uniones.
- Ser capaz de producir una unión soldada que cumpla los requisitos de resistencia mecánica y a la corrosión en estado normal de servicio.

Se utiliza cada material de aportación para un rango de temperaturas determinado, el metal de aportación debe interaccionar con el metal base con el que se va a utilizar. Sin embargo no debe formar ningún compuesto que disminuya la resistencia de la unión. El material de aportación se comercializa en forma de barras, pastas o carretes de hilo. Los materiales de aportación utilizados en la soldadura blanda son los siguientes:
- Estaño–Plomo: Es el metal de aportación más común y es el utilizado en casos generales.
- Estaño–Antimonio-Plomo: Se añade antimonio porque mejora las propiedades mecánicas del material de aportación.
- Estaño–Plata: Se utiliza en instrumentos de trabajo delicados.
- Estaño–Zinc: Se utiliza para soldar aluminio.
- Estaño–Bismuto: Tiene una gran aplicación en el campo de la electrónica.
- Plomo–Plata: Mejora la capacidad de mojado del plomo cuando éste es empleado en la soldadura blanda de acero, fundición o cobre.
- Cadmio–Plata: Se emplea en la unión de cobre y también, aunque menos, en la soldadura aluminio-aluminio teniendo una gran resistencia a grandes temperaturas.
- Cadmio–Zinc: Se emplea en la unión de aluminio.
- Zinc–Aluminio: Se utiliza para la soldadura de aluminio obteniendo una gran resistencia a la corrosión.

## Propiedades de la soldadura blanda
La resistencia de estas uniones a esfuerzos cortantes o de cizalla, a temperatura ambiente, dependen de:
- La distancia entre los metales que se han de unir.
- La temperatura de soldadura.
- El tiempo de calefacción.
- La composición de los metales que se desea soldar.

Las propiedades de la unión varían si la aleación de aportación se alea o no con los metales base. La distancia entre los metales que se desea unir puede variar bastante.
Normalmente no se recomienda la soldadura blanda para unir aluminio, pues para ello ya se utilizan otros métodos. Para soldar zinc o acero galvanizado no debe estar presente el antimonio en el metal de aportación, ya que forman una combinación difícilmente fusible.

## Atmósferas controladas
Las atmósferas se emplean para prevenir la formación de óxidos durante el proceso de soldado, y en muchos de los casos, reducir la presencia de óxidos, para que el metal de aportación pueda mojar y fluir mejor sobre el metal base limpio.
El empleo mayoritario de atmósferas controladas se da en hornos. Cuando ésta se utiliza, se suele prescindir de la limpieza post-soldadura, aunque si se utiliza fundente, sí será necesaria la limpieza.
En uniones de alta calidad es siempre aconsejable la realización de la unión en atmósferas controladas.
Las atmósferas que se utilizan son las de dióxido de carbono, monóxido de carbono, hidrógeno y nitrógeno. Hay que tomar las precauciones necesarias para el empleo de ciertos gases, bien por ser tóxicos, explosivos o cualquier otra causa que pueda ser dañina para la salud.

## Procesos/tipos de soldadura blanda
Se destacan los siguientes procesos por su importancia:
- Soldadura blanda con soplete
- Soldadura blanda en horno
- Soldadura blanda por inducción
- Soldadura blanda por resistencia
- Soldadura blanda por inmersión
- Soldadura blanda por infrarrojos
- Soldadura blanda con soldador de cobre
- Soldadura blanda por ultrasonido
- Soldadura blanda con pasta
- Soldadura blanda con olas

### Soldadura blanda con horno

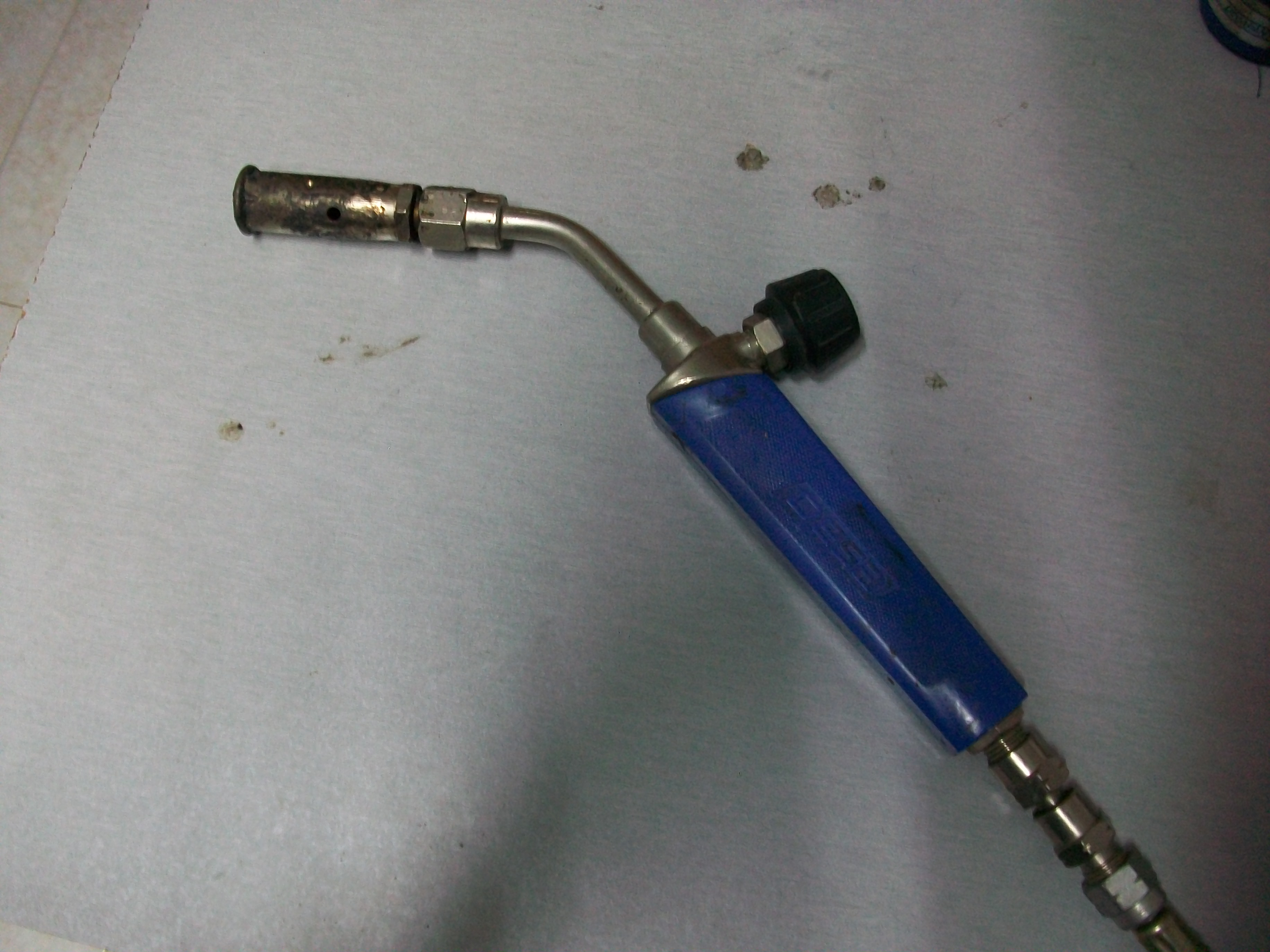
Soplete.

El calentamiento del metal de aportación se consigue mediante la llama de un soplete. La soldadura puede llevarse a cabo con uno o más sopletes y puede ser manual o no. Es necesario aplicar un fundente para realizar el decapado. En general, el metal de aportación se va introduciendo manualmente entre las partes a unir.
Se puede utilizar como combustible: acetileno, propano, gas natural o gas ciudad, y como comburente (aire u oxígeno). La llama producida con oxígeno será de mayor temperatura que si se empleara aire, el gas quemado en el aire produce una llama de baja temperatura, sin embargo el acetileno en oxígeno produce la temperatura más alta.
Se puede ajustar la llama para conseguir una soldadura satisfactoria, muchas veces se prefiere una llama reductora. Una excepción es el caso del cobre no desoxidado ya que para su soldadura es necesaria una llama oxidante o neutra. El ajuste de la llama oxiacetilénica es fácil ya que se puede tener diferentes llamas por simple observación. La llama producida con otros combustibles es más difícil de distinguir.
La fusión del fundente será una indicación de que se está alcanzando la temperatura de soldadura. En el momento en que el fundente esté completamente fundido, se aplicará el metal de aportación. Cuando el metal de aportación fluya por la unión, cesará el calentamiento.

## Proceso de ejecución de la soldadura blanda
1. Preparación y limpieza de las piezas a unir
Las zonas de las piezas a unir deben permitir un contacto lo más perfecto posible entre ellas, para ello será necesario prepararlas. También será necesario limpiarlas, eliminando la cascarilla, óxido o las posibles suciedades. Para la limpieza de la pieza utilizaremos el fundente. Los más utilizados son: cloruro de cinc, la sal de amoníaco y las resinas. Un indicio de la buena limpieza y ausencia de óxidos de las piezas a unir es que el material de aportación fluye con normalidad, si están sucias se formarán gotas.
2. Preparación del soldador
El calentamiento de las partes a unir y la fusión del material de aportación se realizarán mediante el soldador, para ello se enchufará el soldador a la red eléctrica para producir su calentamiento. Deberemos tener en cuenta que las puntas del soldador se encuentren limpias sin ningún tipo de restos de material de otras operaciones.
3. Ejecución de la soldadura
Estando las piezas juntas se aplica una capa de material fundente, se calientan mediante el soldador eléctrico y se acerca el material de aportación, que al fundirse cae sobre la zona de unión. Al pasar un tiempo, al solidificarse el metal (una vez retirado el soldador de la zona de unión), las piezas quedarán unidas.

### Soldadura de una junta
Para soldar una junta entre 2 piezas metálicas o no metálicas puede seguirse el siguiente proceso:[cita requerida]
1. Colocar las 2 piezas sobre una superficie adecuada.
2. Limpiar la zona de soldadura para eliminar los posibles óxidos, grasas o pinturas.
3. Sujetar convenientemente las piezas de la zona de unión.
4. Aplicar una capa de fundente adecuado sobre la zona de unión.
5. Calentar el soldador hasta que las piezas a soldar alcancen la temperatura adecuada.
6. Aplicar varios puntos de soldadura sobre la costura para que no se separe por efecto de la dilatación.
7. Una vez punteada la unión por soldar, hay que empezar la costura por un extremo de la misma, desplazando el soldador en una sola dirección y añadiendo el material de aportación siempre que se requiera.
8. Una vez soldada la unión, se procederá a la limpieza de la misma para eliminar restos de fundente que se hayan podido quedar de las operaciones anteriores.

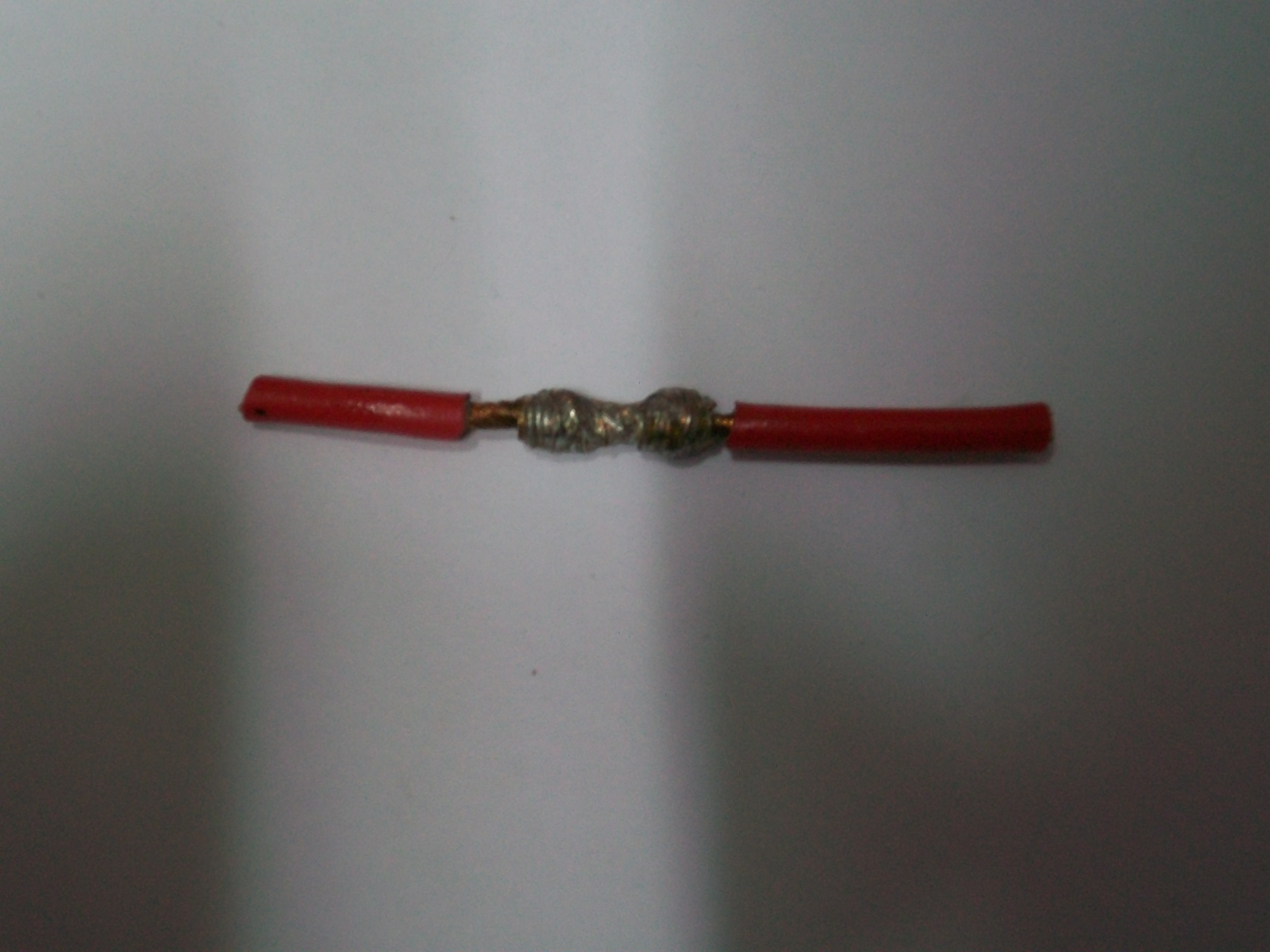
Soldadura de cables eléctricos.

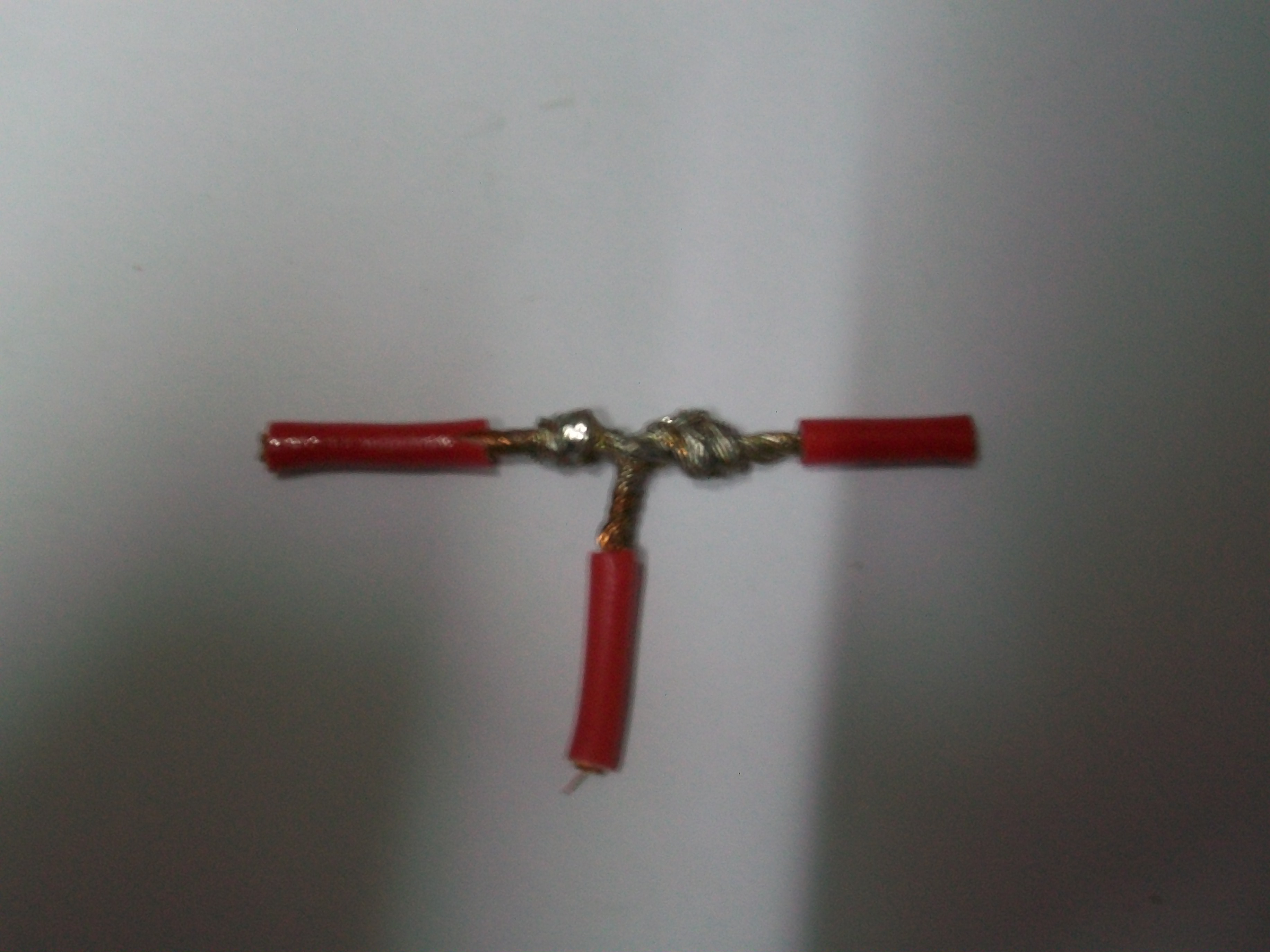
Unión de tres cables eléctricos.

### Soldadura de cables eléctricos
Para conseguir una unión perfecta entre 2 cables, podemos seguir los siguientes pasos:
1. Pelar los extremos de los cables en una longitud adecuada a su sección.
2. Cuando los cables no son de hilo rígido, es necesario trenzar los hilos de cobre para evitar que se dispersen al aplicar el estaño.
3. Aplicar una capa de fundente sobre los extremos pelados de los cables.
4. Calentar el soldador hasta que las piezas a soldar alcancen la temperatura adecuada.
5. Depositar una pequeña cantidad de estaño sobre cada uno de los extremos pelados de los cables (en toda su superficie).
6. Juntar e inmovilizar ambos extremos y aplicar la punta del soldador sobre los mismos hasta que el material de aportación vuelva a fluir formando una disolución homogénea, momento en el cual se ha de separar el soldador para conseguir el enfriamiento y solidificación de la unión (evitando los posibles movimientos de los cables).
7. Aislar la unión obtenida con algún tipo de aislante.

## Defectos típicos en la soldadura
Los defectos y sus posibles causas más típicas en la soldadura blanda son los siguientes:
- Falta de material de aportación, puede no haberse conseguido una adecuada distribución por capilaridad.

- Metal de aportación no adecuado o defectuoso.
- Temperatura de soldadura baja por utilizar una mala técnica.
- Tiempo de soldadura muy corto.
- Limpieza de las piezas a unir inadecuada.
- Poca cantidad de fundente o fundente inadecuado.
- Oxidación del metal base.
- Separación excesiva entre piezas.

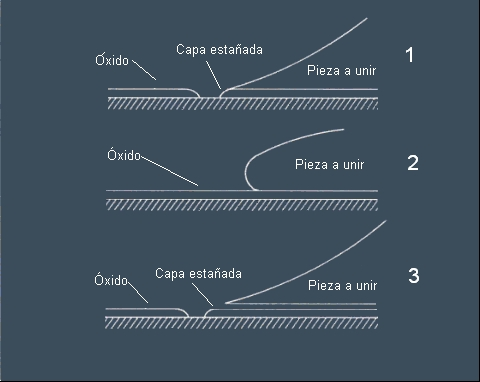
Estados de la soldadura blanda 1. Buenas propiedades mecánicas. 2. Malas propiedades mecánicas. 3. Soldadura sin adherencia.

- Excesiva cantidad de metal de aportación donde no se desea.

- Temperatura demasiado elevada debido a la mala técnica o a un fallo en el horno.
- Tiempo de soldadura excesivo.
- Demasiado metal de aportación o tipo inadecuado.

- Fundente atrapado.

- Fundente no adecuado para el material de aportación.
- Excesiva cantidad de fundente.

- Corrosión del metal base por el metal de aportación que reduce el espesor del material base.

- Temperatura o tiempo de soldadura excesivos debido a una mala técnica o a un fallo en el control.
- Excesiva cantidad de metal de aportación.
- Utilización del metal de aportación muy cerca del límite superior de su rango de temperaturas.
- Metal de aportación no adecuado.

- Whiskering:[6] En soldadura electrónica, se dice del crecimiento espontáneo de hilos entre soldaduras próximas con el consiguiente riesgo de cortocircuitos. Se observó por vez primera en la electrónica de válvulas donde se utilizaban soldaduras de estaño puro. La adición de plomo para crear una aleación de Estaño-Plomo mitigó este problema durante décadas. Las recientes legislaciones medioambientales relativas a la Soldadura sin plomo habrían vuelto a plantear el problema y motivado excepciones a la ley en equipamiento de uso médico y militar.

## Medidas de seguridad
En los procesos de soldadura blanda se tendrán en cuenta las siguientes medidas de seguridad:[cita requerida]
- La vista se tiene que proteger con gafas para evitar proyecciones y salpicaduras, siendo las de metacrilato las más adecuadas para este proceso gracias a su buena visión.
- Deberán quitarse todos los complementos como anillos o pulseras para que no se produzcan accidentes.
- Las manos se tendrán que proteger con unos guantes adecuados, para evitar quemaduras y el contacto con los decapantes o flux.
- Se deberán revisar los equipos de gas para que no tengan ningún tipo de fuga que pueda provocar incendios o explosiones.
- En caso de tener el cabello largo, tendrá que recogerse y protegerse con una gorra para que no se produzcan quemaduras durante la soldadura.
- Realizar las soldaduras en áreas bien ventiladas para evitar respirar vapores de la misma.